# Heterostasis extricata
Heterostasis extricata är en fjärilsart som beskrevs av László Anthony Gozmány. Heterostasis extricata ingår i släktet Heterostasis och familjen äkta malar. Inga underarter finns listade i Catalogue of Life.